# Пакаранови
Пакаранови (Dinomyidae) е семейство едри неотропични бозайници от разред Гризачи. Включва един съвременен вид известен с името пакарана. Семейството обаче е известно с факта, че негови фосилни представители са били най-едрите известни гризачи. Били са с размерите на бизон като Josephoartigasia monesi и по-малкия му роднина Josephoartigasia magna. Тези представители са заемали екологичната ниша на едрите копитни животни, които са липсвали в Южна Америка преди свързването и със Северна. Съвременният вид пакарана е далеч по-дребна от своите предци и дори е значително по-малка от съвременния рекордьор сред гризачите - капибара.

## Класификация
- Семейство Dinomyidae
  - †Pseudodiodomus incertae sedis
  - †Agnomys incertae sedis
  - Подсемейство Eumegamyinae
    - †Doellomys
    - †Gyriabrus
    - †Briaromys
    - †Tetrastylus
    - †Phoberomys
    - †Colpostemma
    - †Orthomys
    - †Eumegamys
    - †Pseudosigmomys
    - †Pentastylodon
    - †Eumegamysops
    - †Telicomys
    - †Perumys
    - †Josephoartigasia[3]

- - Подсемейство Potamarchinae
    - †Scleromys
    - †Olenopsis
    - †Simplimus
    - †Eusigmomys
    - †Potamarchus

  - Подсемейство Dinomyinae
    - Dinomys - Пакарана
    - †Telodontomys